# Шимун VIII Сулака
Шимун VIII Сулака (сир. ܫܡܥܘܢ ܬܡܝܢܝܐ ܝܘܚܢܢ ܣܘܠܩܐ; лат. Simeon Sulacha; 1510, Мосул — январь 1555, Диярбакыр) — первый патриарх отделившейся от Церкви Востока Халдейской католической церкви.
Патриарх Сулака является одним из ключевых деятелей раскола 1552 года, ставшего результатом протеста части духовенства против сложившейся в Церкви Востока практики наследственной передачи патриаршества. Предположительно, такая традиция возникла около 1450 года при патриархе Шимуне IV, который посвящал в епископы только членов своей семьи. В дальнейшем, один из них, чаще всего племянник, получал звание «хранителя престола», что делало его фактическим наследником действующего патриарха. К 1552 году один из наследников Шимуна IV, Шимун VII (1539—1558), стал настолько непопулярен, что его оппоненты из областей Амиды и Сиирта собрались в Мосуле и избрали патриархом Юханнана Сулаку, настоятеля монастыря Раббана Ормизда. Поскольку среди собравшихся не было ни одного митрополита, никто не мог осуществить посвящение избранного патриарха, было принято решение отправить Сулаку в Рим, чтобы его посвятил папа Юлий III. Относительно Шимуна VII в Ватикане было сказано, что он умер в 1551 году, и потому избрание было законным. Дальнейшие события известны из рукописи V. S. 63, написанной в 1701 году в Риме патриархом Иосифом I. До Иерусалима Сулаку сопровождали его сторонники, а далее он проследовал через Дамьетту, Бейрут (где отпраздновал Троицын день 1552 года), оттуда он отплыл на Кипр, Родос, Крит, Закинф и Корфу, после чего прибыл в Венецию, где оставался два дня. Из Венеции Сулака морем добрался до Кьоджи, после чего путешествовал по суше. 18 ноября Сулака достиг Рима, где воспользовался гостеприимством церкви Святого Духа в Сассии, недалеко от собора Святого Петра. Документы, которые привёз с собой Сулака, перевёл Андреас Масиус, ставший его другом.
Удостоившись аудиенции Юлия III 15 февраля 1553 года, Сулака ответил на доктринальные вопросы и пожаловался папе на притеснения со стороны мусульман. 9 апреля 1553 года, после празднования Пасхи, он был посвящён в архиепископы в соборе Святого Петра. Прошение халдеев о даровании им патриархата было удовлетворено буллой «Divina disponente clementia», 28 апреля на тайной консистории Сулака был признан «патриархом Мосула», что было подтверждено буллой «Cum nos nuper». Получив документ, первый халдейский патриарх отправился в обратный путь в июле того же года, сопровождаемый епископом Амбруазом Буттигегом и двумя священниками. В Константинополе патриарх хотел встретиться с султаном, но не застал его. Торжественная встреча патриарха Сулаки состоялась 12 ноября 1553 года в Амиде. За пять месяцев своего пребывания в Амиде Сулака поставил пять епископов. Тем временем Шимун VII добился поддержки губернатора Амадьи, который пригласил Сулаку в свой город, где арестовал его. После четырёх месяцев жестоких пыток Шимун VIII Сулака был утоплен в реке. Пять посвящённых Сулакой епископов выбрали преемником покойному патриарху Абдишо IV, епископа Газарты.
Считается, что Рим не знал об обстоятельствах избрания Шимуна VIII при ещё живом Шимуне VII и создании тем самым альтернативной церковной иерархии в Церкви Востока.